# Chauriat
Chauriat ist eine französische Gemeinde mit 1.779 Einwohnern (Stand 1. Januar 2022) im Département Puy-de-Dôme in der Region Auvergne-Rhône-Alpes.

## Lage
Chauriat liegt in der Limagne in einer Höhe von etwa 400 Metern ü. d. M. ungefähr 20 Kilometer (Fahrtstrecke) östlich von Clermont-Ferrand und etwa 35 Kilometer nördlich von Issoire.

## Bevölkerungsentwicklung
| Jahr                       | 1968 | 1975 | 1982 | 1990 | 1999 | 2006 |
| Einwohner                  | 722  | 741  | 830  | 1020 | 1136 | 1463 |
| Quellen: Cassini und INSEE |      |      |      |      |      |      |

Das stetige Anwachsen der Bevölkerung ist in der Hauptsache auf die Nähe zur Stadt Clermont-Ferrand zurückzuführen.

## Wirtschaft
Die Einwohner von Chauriat arbeiten meist in der Stadt Clermont-Ferrand. Darüber hinaus spielen indirekt die Landwirtschaft in der fruchtbaren Umgebung der Limagne sowie Kleinhandel und Handwerk eine wichtige Rolle im Wirtschaftsleben der Gemeinde.

## Geschichte
Zur Geschichte von Chauriat sind nur wenige Daten bekannt – die meisten beziehen sich auf Erdbeben und Erdstöße, unter denen der Ort immer wieder zu leiden hat.

## Sehenswürdigkeiten

### Sonstige

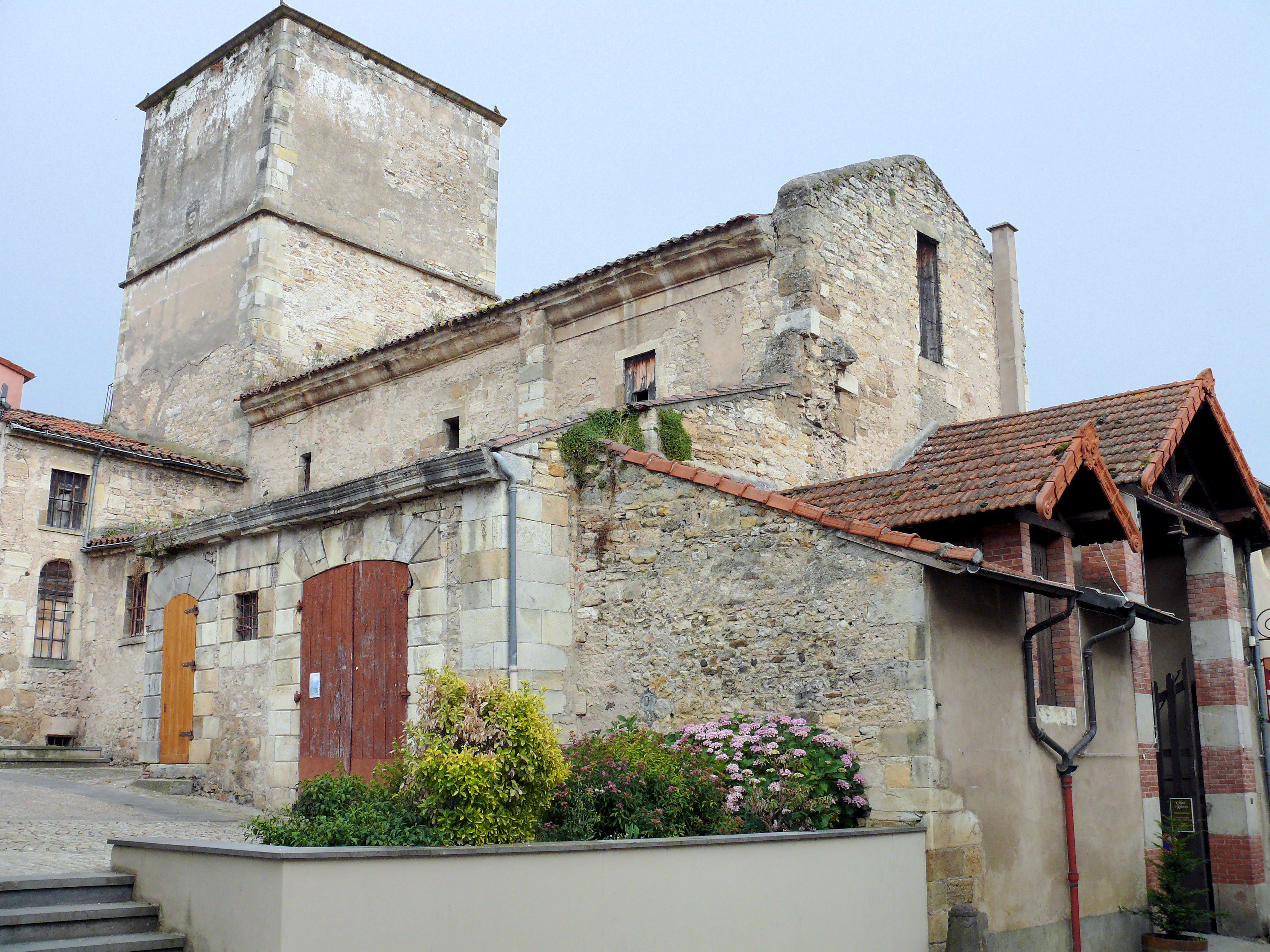
Kirche Sainte-Marie

- Die ehemalige Pfarrkirche des Orts, die Église Sainte-Marie, steht in unmittelbarer Nähe zur Kirche St-Julien. Die Apsis stammt noch aus dem 12. Jahrhundert; die Kirche selbst wurde im 18. und im 20. Jahrhundert umgestaltet – die romanische Choranlage blieb jedoch im Originalzustand erhalten. Der im Privatbesitz befindliche Bau ist seit dem Jahr 1926 als Monument historique[1] klassifiziert.
- Das Maison Rudel de Miral aus dem 18. Jahrhundert dient heute als Rathaus und ist seit dem Jahr 2001 als Monument historique[2] anerkannt. Es hat ein schönes Portal mit begleitenden Pilastern mit Vasenaufsätzen; in den Zwickeln des abschließenden Rundbogens finden sich Rundreliefs mit Mond und Sonne. Oberhalb sind Inschriften und ein Wappen angebracht. Sehenswert ist auch das Innere des Gebäudes (Holzarbeiten, Kamine, Dekormalereien).
- Die Eisenkonstruktion der Markthalle (halle) stammt aus dem 19. Jahrhundert.

## Sonstiges
In einigen Einstellungen des im Jahr 2004 gedrehten und im Jahr 2005 Oscar-nominierten Films Les Choristes (deutsch: Die Kinder des Monsieur Mathieu), der in einem Internat in der Auvergne spielt, ist die Südfassade der Kirche Saint-Julien zu sehen.

## Städtepartnerschaft
Chauriat pflegt eine Städtepartnerschaft mit der kleinen Stadt Sens-de-Bretagne im Département Ille-et-Vilaine.